# Kærlighed gør stærk (film)
Kærlighed gør stærk er en dansk stumfilm fra 1915 med ukendt instruktør.

## Handling
Denne artikel mangler et handlingsreferat. Hjælp os med at skrive det.

## Medvirkende
- Emilie Sannom, Nelly
- Peter S. Andersen, Morton
- Emanuel Gregers, Walker
- Valdemar Møller, Politibetjent
- Bertel Krause, Fangevogter
- Charles Løwaas